# Paectes devincta
Paectes devincta là một loài bướm đêm trong họ Noctuidae.